# クラレ西条
クラレ西条株式会社（クラレさいじょう）は、クラレの子会社。2002年4月にクラレから分社化した（会社設立は2001年10月）。液晶偏光膜用フィルムでは世界一のシェアーを占めている。化学繊維のビニロンの一種であるポリアリレート繊維（商標名 ベクトラン）の製造も行っている。
2007年10月に事業の一部を分割しクラレに継承した。

## 会社概要
- 本社･工場： 愛媛県西条市朔日市892
- 事業： 化学繊維、液晶偏光膜用フィルム等の製造･販売